# 興翼橋
興翼橋是橫跨香港香港島東區柴灣道近慈幼英文學校的簡支樑行人天橋，因慈幼英文學校前校監陳興翼神父於其校監任內為保障學生及附近大廈居民安全而所爭取興建，建成後以其命名。興翼橋於1978年5月1日啟用，後曾因吊臂撞橋事故而停用逾一年半，至2019年9月方重新啓用。

## 設計
興翼橋為簡支樑橋，在架設橋墩後再加裝橋面即可使用，為最簡單易造的天橋設計。此外，由於天橋僅供行人使用，承載力較低，橋身主要以工字鐵裝嵌。興翼橋由香港政府出資興建，並由路政署維護，結構編號為HF34。

## 建設
陳興翼神父於1975年上任慈幼英文學校校監，不久後即發現由於學校外沒有行人天橋，居民要過路及學生上學放學，須步行上柴灣道的「長命斜」，或近筲箕灣道的斑馬線過路。然而，1970年代的柴灣道由於行人路狹窄，經常發生傷亡車禍，包括有人過斑馬線時被車撞倒，以及有貨車於斜路收掣不及，剷上行人路撞死途人等。當時慈幼英文學校的辦公室窗戶面向柴灣道，故陳經常目睹血流成河的意外，而每當有交通意外發生，陳都會立即致電當時北角警署警民關係組報案。
陳認為為了學生及附近大廈居民安全，應該於校外建一條行人天橋橫跨柴灣道馬路，遂於1976年起一直致力爭取興建天橋，包括多次向政府部門反映需求。1977年，時任立法局議員胡鴻烈到慈幼英文學校進行演講，陳亦向胡反映興建天橋的訴求，胡當時答應會於立法局上反映意見，立法局後於同年末通過批准興建天橋。慈幼英文學校舊生、前立法會議員鄭家富稱興翼橋得以建成的原因之一是於1976年愛秩序灣的大火，其時大批受災居民頓失家園，當時任校監兼修道院院長的陳盡力協助不少居民，包括聯同慈幼英文學校師生成立義工隊，又安排地方暫時讓災民棲身，鄭家富稱事件幫助了後來政府批准於慈幼英文學校外興建天橋的請求。
行人天橋於1978年5月1日啟用，橋口樓梯在慈幼中學門口。啓用當日，陳決定讓慈幼英文學校全校放假半天慶祝。學生其後為讚揚陳的功勞而替天橋起名「興翼橋」。陳稱曾有人說天橋興建後遮擋著學校正門，會阻礙風水，惟陳表示最重要的是安全。

## 吊臂撞橋事故
2018年1月20日下午約5時許，興翼橋遭一輛重型吊臂車的吊臂撞毀。路政署接報後，隨即派員檢查受損道路設施，協助相關部門處理意外事件。受事故影響，柴灣道兩方向愛秩序街與阿公岩道之間的一段全綫封閉，而現場亦實施臨時交通改道措施，47條行經柴灣道的巴士路綫也因而需要改道。
涉事吊臂車司機姓葉，當時63歲。葉於距離興翼橋600公尺的筲箕灣官立中學工作後未有收好當時呈45˚角的吊臂，並駕車沿柴灣道西行，至慈幼英文中學對開時，疑因吊臂過高而撼向興翼橋，使天橋橋身被撞歪，橋面裂開，路牌凹陷。由於吊臂卡住天橋面，吊臂車車首升起離地，使葉在駕駛室內被困半空，無法自行脫困，並需由消防坍塌搜救專隊升起雲梯協助其離開。葉的嘴及鼻受傷，送往東區尤德夫人那打素醫院治理。
路政署發言人在事故當日表示初步檢查發現興翼橋部份鋼結構及附屬高架標誌嚴重受損，因此有需要移除興翼橋柴灣道西行方向嚴重受損的部分，並稱當時已正在安排清拆工作。事故翌日凌晨，工人陸續移除興翼橋的損毀組件。上午7時，工人利用吊臂車將興翼橋的損毀部分拆除。上午11時10分，運輸署宣佈解封受事故影響的一段柴灣道，而因事故而需改道的巴士路線逐步改回途徑柴灣道的原有路線。路政署發言人在事故當日亦指，興翼橋嚴重損毁的鋼結構部分與附屬設施將需重新建造，而政府會根據相關執法部門其後提供的交通意外調查資料，按實際情況及既定機制，向肇事者追討維修費用（包括清拆受損結構、重建興翼橋損毀結構部分及附屬設施、工程的交通改道措施及相關行政費用等）。慈幼英文學校學生會則於當月23日代表全校學生致函路政署，要求盡快重建興翼橋。
事故於2020年9月曾一度被移花接木謠傳為發生於臺北市的「臺灣的豆腐渣工程」，後經MyGoPen闢謠為發生於香港的事件。

## 重建
興翼橋於2019年8月開始進行重建工程，並於同年9月重新啟用。原橋口樓梯在慈幼中學門口，惟由於慈幼英文學校校方覺得原橋口樓梯妨礙出入，因此重建後的橋口建於原橋口的相反方向。興翼橋重啓時正值反對逃犯條例修訂草案運動，因此於重啓後即化身「連儂橋」，橋上欄杆掛白絲帶、有文宣、橋底柱身有寫上「慈幼連儂牆」，橋面書有「光復香港，時代革命」等文字與畫有漫畫角色佩佩蛙，梯級上亦書有「香港人加油」。
雖然興翼橋於2019年9月已重新啟用，惟興翼橋的髹油工序於同年10月仍在進行當中，而當月9日凌晨2時左右，一輛新巴N8線雙層巴士撞向停在柴灣道近慈幼英文學校對開、為重建後的興翼橋進行髹油工序、裝有升降台的吊臂工程車，使升降台上的工人墮地受傷並昏迷，由救護車送往東區尤德夫人那打素醫院救治，髹油工序亦因而暫停。